# Равнодиагональный четырёхугольник

Равнодиагональный четырёхугольник, ромб Вариньона, с перпендикулярными бимедианами

В евклидовой геометрии равнодиагональный четырёхугольник — это выпуклый четырёхугольник, две диагонали которого имеют равные длины. Равнодиагональные четырёхугольники имели важное значение в древней индийской математике, где в классификации в первую очередь выделялись равнодиагональные четырёхугольники, и только потом четырёхугольники подразделялись на другие типы .

## Специальные случаи
Примерами равнодиагональных четырёхугольников являются равнобедренные трапеции, прямоугольники и квадраты.

Равнодиагональный дельтоид, максимизирующий отношение периметра к диаметру, вписанный в треугольник Рёло

Среди всех четырёхугольников наибольшее отношение периметра к диаметру имеет равнодиагональный дельтоид с углами π/3, 5π/12, 5π/6 и 5π/12 .

## Описание
Выпуклый четырёхугольник имеет равные диагонали тогда и только тогда, когда его параллелограмм Вариньона, образованный серединами сторон, является ромбом. Эквивалентное условие — бимедианы четырёхугольника  (диагонали параллелогоамма Вариньона)  перпендикулярны .
Выпуклый четырёхугольник с длинами диагоналей {\displaystyle p} и {\displaystyle q} и длинами бимедианам {\displaystyle m} и {\displaystyle n} является равнодиагональным тогда и только тогда, когда 
{\displaystyle pq=m^{2}+n^{2}.}

## Площадь
Площадь K равнодиагонального четырёхугольника можно легко вычислить, если известны длины бимедиан m и n. Четырёхугольник равнодиагонален тогда и только тогда, когда 
{\displaystyle \displaystyle K=mn.}
Это прямое следствие факта, что площадь выпуклого четырёхугольника равна удвоенной площади параллелограмма Вариньона и что диагонали в этом параллелограмме являются бимедианами четырёхугольника. Если использовать формулы длин бимедиан, площадь можно выразить в терминах сторон a, b, c, d равнодиагонального четырёхугольника и расстояния x между серединами диагоналей 
{\displaystyle K={\tfrac {1}{4}}{\sqrt {(2(a^{2}+c^{2})-4x^{2})(2(b^{2}+d^{2})-4x^{2})}}.}
Другую формулу площади можно получить, приняв p = q в формуле площади выпуклого четырёхугольника.

## Связь с другими типами четырёхугольников
Параллелограмм равнодиагонален тогда и только тогда, когда он является прямоугольником, а трапеция равнодиагональна тогда и только тогда, когда она является равнобедренной. Вписанные равнодиагональные четырёхугольники всегда являются равнобедренными трапециями.
Существует двойственность между равнодиагональными четырёхугольниками и ортодиагональными четырёхугольниками – четырёхугольник равнодиагонален тогда и только тогда, когда его параллелограмм Вариньона имеет перпендикулярные диагонали (т.е. является ромбом), а четырёхугольник имеет перпендикулярные диагонали тогда и только тогда, когда его параллелограмм Вариньона равнодиагонален (т.е. является прямоугольником). Эквивалентно, четырёхугольник имеет равные диагонали тогда и только тогда, когда в нём бимедианы перпендикулярны, и он имеет перпендикулярные диагонали тогда и только тогда, когда у него равны бимедианы, Сильвестер указал дальнейшую связь между равнодиагональными и ортодиагональными четырёхугольниками посредством обобщения теоремы Ван-Обеля .
Четырёхугольники, которые одновременно ортодиагональны и равнодиагональны, и у которых диагонали не короче всех сторон четырёхугольника, имеют максимальную площадь по отношению к диаметру, что решает случай n = 4 задачи наибольшего по площади многоугольника единичного диаметра. Квадрат является одним из таких четырёхугольников, но есть бесконечно много других. Равнодиагональные четырёхугольники с перпендикулярными диагоналями называют среднеквадратными четырёхугольниками , поскольку это только те четырёхугольники, для которых параллелограмм Вариньона (с вершинами в середине сторон четырёхугольника) является квадратом. Такие четырёхугольники со сторонами a, b, c и d имеют площадь .
{\displaystyle K={\frac {a^{2}+c^{2}+{\sqrt {4(a^{2}c^{2}+b^{2}d^{2})-(a^{2}+c^{2})^{2}}}}{4}}.}